# Yoshinobu Kanemaru
Yoshinobu Kanemaru   (金丸義信 Kanemaru Yoshinobu, nacido el 23 de septiembre de 1976) es un luchador profesional japonés quien actualmente trabaja para New Japan Pro-Wrestling (NJPW). Es muy conocido por su paso por la empresa All Japan Pro Wrestling (AJPW) y Pro Wrestling Noah (NOAH).
Kanemaru ha sido siete veces Campeón Peso Pesado Junior de la GHC, una vez Campeón Mundial Peso Pesado Junior de AJPW, cuatro veces Campeón Peso Pesado Junior en Parejas de la GHC y seis veces Campeón Peso Pesado Junior en Parejas de la IWGP. También fue ganador de Global Junior Heavyweight League (2009).

## Carrera

### All Japan Pro Wrestling (1996-2001)
Kanemaru debutó en 1996 para All Japan Pro Wrestling, en los últimos años del régimen del propietario Giant Baba, que había aislado la empresa de los luchadores externos a expensas del talento más joven y liviano. Su primer combate de alto perfil en 1997 lo vio en equipo con Koji Kanemoto (Tiger Mask III) de New Japan Pro-Wrestling para luchar contra el freelance Satoru Sayama, la Tiger Mask original, y su discípulo, Tiger Mask IV de Michinoku Pro Wrestling. (Como Mitsuharu Misawa, quien alguna vez interpretó a Tiger Mask II, ahora era un peso pesado y estaba completamente enfocado en el Campeonato de Peso Pesado de la Triple Corona de AJPW, Kanemaru tuvo que sustituirlo en esta pelea interpromocional).
A pesar de la muerte de Baba en 1999, Kanemaru rara vez tuvo más oportunidades de participar en otras promociones. Fue solo en 2000, después de que Misawa rompió con AJPW para crear Pro Wrestling Noah que su experiencia comenzó a ampliarse. En una breve alianza promocional con FMW, Kanemaru pudo ganar su primer campeonato, el título en parejas de WEW, con el peso pesado Masao Inoue.

### Pro Wrestling Noah (2001-2013)
En 2001, Kanemaru sufrió una transformación. Sus simples pantalones cortos y botas Bermudas fueron cambiados por medias y espinilleras, y comenzó a ejecutar más maniobras de alto riesgo adecuadas para un peso pesado junior. Esto dio buenos resultados para Kanemaru, ya que se abrió camino en un campo de competidores poco probables pero talentosos para ganar un torneo para el primer Campeonato de Peso Pesado Junior de GHC. Continuaría ganando el título dos veces más, incluida una victoria sobre el as junior de NJPW, Jushin Thunder Liger. En los equipos de etiqueta, su experiencia también se amplió, haciendo equipo con Tsuyoshi Kikuchi para ganar el Campeonato Peso Pesado Junior en Parejas de la IWGP y con Takashi Sugiura para ganar el Campeonato Peso Pesado Junior en Parejas de la GHC en dos ocasiones. Su victoria en el título de NJPW sirvió como catalizador para la creación del título equivalente de Noah.
En 2008, Kanemaru mostró un cambio serio en su actitud después de que el equipo "SugiKane" de él y Takashi Sugiura se separaron después de que Sugiura se mudó a la división de peso pesado. Kanemaru comenzó a usar tácticas de heel en sus peleas. Y en el verano convenció a Kotaro Suzuki de traicionar a su amigo y compañero de equipo, Ricky Marvin, y atacó a los Campeones Peso Pesado Junior en Parejas de la GHC KENTA y Taiji Ishimori. El nuevo equipo derrotaría a los campeones por sus títulos dos semanas después después de que Kanemaru cubriera a KENTA después de usar su brainbuster "Touch-Out".
El 31 de octubre de 2009, derrotó a Jushin Thunder Liger en la final del Global Junior Heavyweight League para ganar el vacante Campeonato de Peso Pesado Junior de GHC por quinta vez.
El 28 de marzo de 2010, retuvo su título contra Taiji Ishimori, el 25 de abril de 2010 venció a Delirious y en su tercera defensa el 10 de julio mantuvo su título después de una victoria sobre Naomichi Marufuji.
El 2 de septiembre de 2010 en Xtreme Wrestling Entertainment derrotó a José Vargas Jr., para ganar el Campeonato Crucero de XWE por primera vez. El 5 de diciembre de 2010, Kanemaru perdió el Campeonato de Peso Pesado Junior de GHC ante Kotaro Suzuki, terminando su reinado a los 400 días, el más largo en la historia del título. El 9 de mayo de 2012, Kanemaru derrotó a Katsuhiko Nakajima para ganar el Campeonato de Peso Pesado Junior de GHC por sexta vez. Perdió el título ante Shuji Kondo de All Japan Pro Wrestling el 29 de septiembre de 2012. El 19 de diciembre de 2012, Noah anunció que Kanemaru dejaría la empresa, luego de negarse a volver a firmar tras el despido de Kenta Kobashi. Kanemaru luchó su último combate de Noah el 24 de diciembre, haciendo equipo con Akitoshi Saito en un combate de equipo, donde fueron derrotados por Naomichi Marufuji y Takashi Sugiura.

### Regreso en AJPW (2013-2015)
El 26 de enero de 2013, Kanemaru, Go Shiozaki, Jun Akiyama, Kotaro Suzuki y Atsushi Aoki, todos los cuales habían renunciado a Noah al mismo tiempo, anunciaron que se habían unido a All Japan Pro Wrestling, formando el stable "Burning". Aoki y Suzuki recibieron su primera oportunidad en el Campeonato de todos los equipos de Asia el 17 de marzo, pero fueron derrotados por los campeones defensores, Koji Kanemoto y Minoru Tanaka.

### Regreso en NOAH (2016)
En enero de 2016, Kanemaru regresó a Pro Wrestling Noah, inicialmente formando una sociedad con Go Shiozaki, antes de atacarlo el 31 de enero y unirse a Suzuki-gun. El 24 de febrero, Kanemaru derrotó a Taiji Ishimori para ganar el Campeonato de Peso Pesado Junior de GHC por séptima vez. El 24 de junio, en un evento producido por los compañeros de Kazumaru Suzuki-gun, Taichi y Taka Michinoku, Kanemaru fue uno de los dos ganadores de un torneo de cuatro hombres para ganar un lugar en la Super J-Cup 2016. El 20 de julio, Kanemaru derrotó a Bushi en su primera ronda en el torneo.

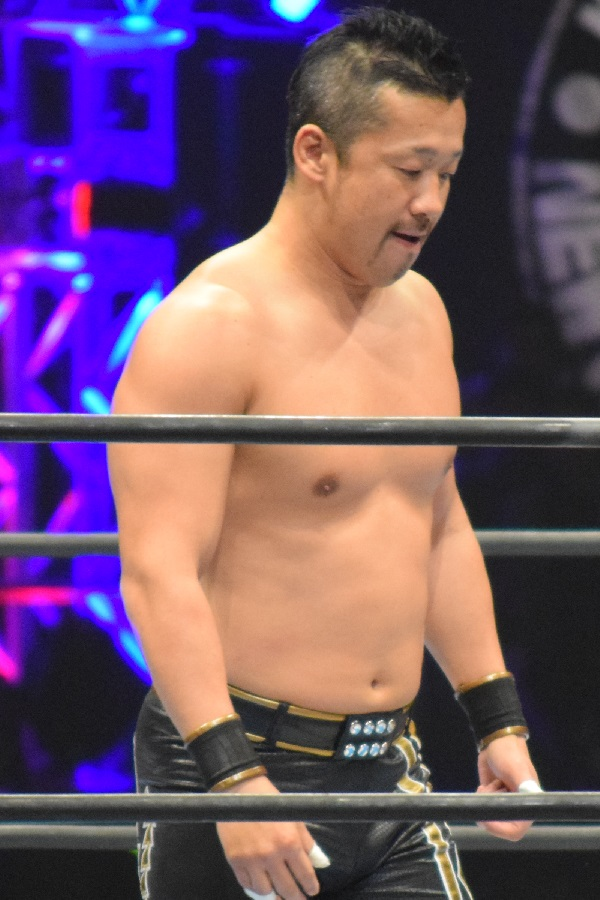
Kanemaru en febrero de 2017.

El 21 de agosto, Kanemaru derrotó a Ryusuke Taguchi en la segunda ronda y Matt Sydal en las semifinales, antes de perder contra el Campeón Peso Pesado Junior de la IWGP Kushida en la final del torneo. El 23 de septiembre, Kanemaru perdió el Campeonato de Peso Pesado Junior de GHC ante Atsushi Kotoge. Kanemaru tuvo la oportunidad de recuperar el título cuando se enfrentó a Kotoge en Great Voyage en Yokohama vol. 2 el 23 de octubre, pero falló. La historia de la invasión de Noah de Suzuki-gun concluyó en diciembre de 2016.

### New Japan Pro-Wrestling (2017-presente)
El 5 de enero de 2017, Suzuki-gun, incluido Kanemaru, regresó a New Japan Pro-Wrestling. El 6 de marzo, Kanemaru y Taichi derrotaron a Roppongi Vice para convertirse en los nuevos Campeones Peso Pesado Junior en Parejas de la IWGP. Perdieron el título ante Roppongi Vice en su segunda defensa el 27 de abril. Kanemaru luego ingresó al torneo Best of the Super Juniors 2017, donde terminó con un récord de cuatro victorias y tres derrotas, sin poder avanzar a la final. En el 46th Aniversario de la NJPW el 6 de marzo de 2018, Kanemaru, junto con El Desperado, ganó el Campeonato Peso Pesado Junior en Parejas de la IWGP en un combate de tres equipos que involucró a Roppongi 3K y Bushi & Hiromu Takahashi. 
En mayo de 2018, ingresó al torneo Best of the Super Juniors. Terminó el torneo con 3 victorias y 4 derrotas, sin poder avanzar a la final. Entre octubre y noviembre, él y Desperado participaron en la Super Junior Tag League, avanzando a la final gracias a un récord de cinco victorias y dos derrotas. Perdieron los títulos contra Bushi y Shingo Takagi y Roppongi 3K, fue ganado por este último.

## Campeonatos y logros
- All Japan Pro Wrestling
  - All Asia Tag Team Championship (3 veces) – con Jun Akiyama  (1) y Último Dragón (1)
  - AJPW World Junior Heavyweight Championship (1 vez)
  - Asunaro Cup (2000)[15]

- New Japan Pro-Wrestling
  - IWGP Junior Heavyweight Tag Team Championship (6 veces) – con Tsuyoshi Kikuchi (1), Taichi (1) y El Desperado (4)
  - Super Jr. Tag League (2021) – con El Desperado

- Pro Wrestling NOAH
  - GHC Junior Heavyweight Championship (7 veces e inaugural)
  - GHC Junior Heavyweight Tag Team Championship (4 veces) – con Takashi Sugiura (2), Kotaro Suzuki (1) y Kenta (1)
  - Global Junior Heavyweight League (2009)
  - Nippon TV Cup Jr. Heavyweight Tag League (2009) – con Kotaro Suzuki

- Westside Xtreme Wrestling
  - Trios Tournament (2006) – con Doug Williams & Takashi Sugiura

- World Entertainment Wrestling
  - WEW World Tag Team Championship (1 vez) – con Masao Inoue

- Xtreme Wrestling Entertainment
  - XWE Cruiserweight Championship (1 vez)

- Pro Wrestling Illustrated
  - Situado en el Nº120 en los PWI 500 de 2006[16]
  - Situado en el Nº174 en los PWI 500 de 2008[17]
  - Situado en el Nº337 en los PWI 500 de 2009[18]
  - Situado en el Nº168 en los PWI 500 de 2011[19]
  - Situado en el Nº182 en los PWI 500 de 2012[20]
  - Situado en el Nº161 en los PWI 500 de 2013[21]
  - Situado en el Nº250 en los PWI 500 de 2014[22]
  - Situado en el Nº319 en los PWI 500 de 2015[23]
  - Situado en el Nº223 en los PWI 500 de 2016[24]
  - Situado en el Nº305 en los PWI 500 de 2017[25]